# زبان‌های بربری
زبان‌های بربری که به عنوان زبان‌های آمازیغ و تمازیغت نیز شناخته می‌شوند، شاخه‌ای از خانواده زبان‌های افروآسیایی هستند. این خانواده شامل گروهی از زبان‌های نزدیک به هم هستند که توسط جوامع بربر که بومی آفریقای شمالی هستند گفتگو می‌شوند. این زبان‌ها در گذشته با خط باستانی لیبیقی نوشته می‌شدند که اکنون به شکل تیفیناغ وجود دارد. امروزه بربری به الفبای لاتین و خط عربی نیز نوشته می‌شود.
زبان‌های بربری توسط جمعیت بزرگی در مراکش، الجزایر و لیبی و توسط جمعیت‌های کوچکتری در تونس، شمال مالی، غرب و شمال نیجر، شمال بورکینافاسو و موریتانی و در واحه سیوه در مصر گفتگو می‌شوند. جوامع بزرگ مهاجر بربرزبان، که امروزه حدود ۴ میلیون نفر هستند، از دهه ۱۹۵۰ در اروپای غربی زندگی می‌کنند که بیش از سه نسل را شامل می‌شود. شمار مردم بربر بیشتر از بربرزبانان است.
حدود ۹۵ درصد از جمعیت بربرزبان به یکی از هفت زبان اصلی بربری سخن می‌گویند که هر کدام حداقل ۲ میلیون گویشور دارند. آن‌ها به ترتیب پرگویشورترین زبان عبارتند از: تشلحیت، قبایلی، اطلسی، تریفیت، شاوی و طوارقی. گمان می‌رود که زبان گوانچه‌ای که اکنون در جزایر قناری توسط گوانچه‌ها صحبت می‌شود و همچنین احتمالاً زبان‌های فرهنگ باستانی گروه سی در جنوب مصر امروزی و شمال سودان، متعلق به شاخه بربر از خانواده آفروآسیایی باشد.
یک جنبش فرهنگی و سیاسی در میان سخنرانان گونه‌های نزدیک به هم بربری شمالی برای گسترش و متحد کردن زبان‌های بربری تحت یک زبان معیار نوشتاری به نام آمازیغ (Tamaziɣt) وجود دارد. نام آمازیغ نام بومی کنونی زبان بربری رایج در مناطق اطلس میانی و ریف مراکش و زواره لیبی است. این نام در سایر مناطق کاربردی ندارد. شواهد تاریخی از دست‌نوشته‌های بربرهای قرون وسطی وجود دارد که نشان می‌دهد همه بومیان شمال آفریقا از لیبی تا مراکش در مقطعی زبان خود را آمازیغ نامیده‌اند. امروزه این نام به‌طور فزاینده‌ای توسط بربرهای تحصیل‌کرده برای ارجاع به زبان نوشتاری بربری و حتی بربری به عنوان یک زبان واحد، از جمله طوارقی، استفاده می‌شود.

## نام
«آمازیغ» و «بربری» اغلب به جای هم استفاده می‌شوند. با این حال، «آمازیغ» گاهی اوقات برای اشاره به زیرمجموعه خاصی از زبان‌های بربری، مانند تشلحیت مرکزی، استفاده می‌شود. «آمازیغ» همچنین می‌تواند برای اشاره به آمازیغ معیار مراکشی یا آمازیغ معیار الجزایری استفاده شود، همانگونه که در قانون اساسی این کشورها وجود دارد. در مراکش «آمازیغ» افزون بر ارجاع به تمام زبان‌های بربری یا آمازیغ معیار مراکشی، اغلب در تضاد با تشلحیت و تریفیت برای اشاره به آمازیغ اطلس میانه نیز استفاده می‌شود.
اصطلاح آمازیغ در طول تاریخ توسط بسیاری از مردم آمازیغ برای اشاره به زبان‌هایی که به آن‌ها صحبت می‌کردند، استفاده می‌شد. با این حال، اصطلاحات دیگری توسط گروه‌های دیگر استفاده شد. به عنوان مثال، برخی از مردم آمازیغ در الجزایر زبان خود را تزنتیت (زناته) یا شلحه می‌نامیدند، در حالی که قبایلی‌ها زبان خود را تاقبیلیت و ساکنان واحه سیوا زبان خود را سیوی می‌نامند. در تونس، زبان محلی آمازیغ معمولاً شلحه نامیده می‌شود، اصطلاحی که در مراکش نیز مشاهده شده‌است.
استفاده از بربری به دلیل پیشینه تاریخی آن به عنوان برون‌نام و معادل فعلی با کلمه عربی «بربر» موضوع بحث بوده‌است. یک گروه نیز تلاش کرده‌است تا نوواژه «زبان‌های آمازی» را برای اشاره به زبان‌های بربر معرفی کند. مردم آمازیغ معمولاً هنگام صحبت کردن به زبان انگلیسی از Tamazight استفاده می‌کنند.

## ریشه‌شناسی
در مورد اینکه زبان آمازیغی جزو کدام گروه‌های زبانی است نظریات متعددی بیان شده پژوهشگران عرب سعی کرده‌اند این زبان را به زبان‌های سامی و حامی مرتبط سازند. غربی‌ها نیز دیدگاه‌های متفاوتی دارند اما نظر غالب این است که زبان آمازیغ جزو گروه‌های زبان حامی و سامی نیست و یک زبان مستقل است ریشه آن به بین ۷ تا ۱۲ هزار سال قبل برمی گردد. زبان‌شناسان مرکز طارق ابن زیاد در کتاب‌های جدیدی که منتشر کرده‌اند اعلام کرده‌اند زبان آمازیغ از نظر ساختار و قواعد هیچگونه ارتباطی به زبان‌های سامی ندارد اما با زبان قبطی از بعضی جهات نزدیک است و به‌طور کلی زبان آمازیغ واژگان زیادی به عربی رایج در منطقه شمال آفریقا داده‌است و واژگان زیادی نیز از عربی وام گرفته‌است اما هیچ شباهت ساختاری با زبان عربی ندارد. زبان آمازیغ خط خاص خود را دارد که در ۲۰۰ سال گذشته به فراموشی سپرده شده‌است. اما اکنون این خط دوباره احیا شده و مورد استفاده قرار می‌گیرد.
در مورد منشأ قوم بربر نیز همان اختلافات و تعدد دیدگاه‌ها وجود دارد. احتمال دارد این مردم همان مردمان یا بقایای تمدن کارتاژ یا فنیقی‌ها باشند. در شمال آفریقا بربرها نسبت به عرب‌ها سفیدپوست‌تر هستند. بعضی طوایف آن‌ها از نظر شکلی به قفقازی‌ها شبیه هستند. البته بربرهای مالی رنگ پوست تیره‌تری دارند.

## نوشتار
زبان‌ها و گویش‌های بربری برای حدود ۲۵۰۰ سال سنت مکتوب داشته‌اند، هرچند که این سنت اغلب به دلیل تغییرات فرهنگی و تهاجمات مختل شده‌است. نخستین بار این زبان‌ها با ابجد لیبیقی نوشته شدند که امروزه نیز توسط طوارقی‌ها به صورت تیفیناغ استفاده می‌شود. قدیمی‌ترین کتیبه به آن متعلق به سده دوم پیش از میلاد است. استفاده‌های اولیه از این خط در سنگ‌نگاره‌ها و در آرامگاه‌های مختلف یافت شده‌است. از جمله مقبره ۱۵۰۰ ساله مادرسالار طوارق تین حنان که بقایای کتیبه تیفیناغ بر روی یکی از دیوارهای آن پیدا شده‌است.

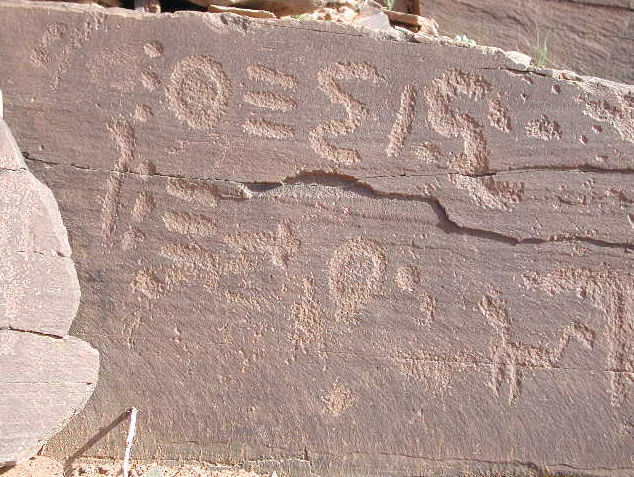
کتیبه‌های باستانی لیبیقی در زاکوره، مراکش

بعدها، میان سال‌های ۱۰۰۰ تا ۱۵۰۰ پس از میلاد، آن‌ها به خط عربی نوشته شدند و از سده بیستم الفبای لاتین بربری، به ویژه در جوامع قبایلی و ریفی در مراکش و الجزایر رایج شد. الفبای لاتین بربری نیز توسط بیشتر زبان‌شناسان اروپایی و بربری در سده ۱۹ و ۲۰ مورد استفاده قرار گرفت.
شکل نوین الفبای تیفیناغ به نام تیفیناغ نو در سال ۲۰۰۳ در مراکش برای نوشتن بربری پذیرفته شد، اما بسیاری از نشریات بربر مراکشی هنوز از الفبای لاتین بربری استفاده می‌کنند. الجزایری‌ها بیشتر از الفبای لاتین بربری در آموزش به زبان بربری در مدارس دولتی استفاده می‌کنند، در حالی که تیفیناغ بیشتر برای نمادسازی هنری استفاده می‌شود. مالی و نیجر یک الفبای لاتین بربری طوارقی را به رسمیت شناخته‌اند که بر اساس سامانه واجی طوارقی ایجاد شده‌است. با این حال، تیفیناغ سنتی هنوز در آن کشورها استفاده می‌شود.
اکنون سه سامانه نوشتاری برای زبان‌های بربری استفاده می‌شود: تیفیناغ، خط عربی، و الفبای لاتین بربری، که امروزه الفبای لاتین بیشترین استفاده را دارد.

## وضعیت

پرچم آمازیغ

همه کشورهای مغرب پس از استقلال به درجات مختلف سیاست عربی‌سازی را دنبال کردند که تا حدودی هدف آن جابجایی زبان فرانسوی از موقعیت استعماری آن به عنوان زبان غالب آموزش و سوادآموزی بود. بر اساس این سیاست، استفاده از زبان‌های بربری سرکوب یا حتی ممنوع شد. این وضعیت توسط بربرها در مراکش و الجزایر - به ویژه قبایلی‌ها - مورد اعتراض قرار گرفت و در هر دو کشور بارسمیت بخشیدن به زبان و آموزش آن در برخی مدارس به آن پاسخ دادند.

### مراکش
مراکش پس از استقلال از فرانسه در سال ۱۹۵۶، دوره عربی‌سازی را تا سال ۱۹۸۱ آغاز کرد، به طوری که آموزش ابتدایی و متوسطه به تدریج به آموزش عربی با هدف انجام امور اداری به عربی تغییر یافت. در این زمان، شورش‌هایی در میان مردم آمازیغ به وجود آمد که خواستار درج آمازیغ به عنوان زبان رسمی بودند.
منشور اصلاحات آموزش و پرورش سال ۲۰۰۰ با بیانیه خود مبنی بر «گشایش آمازیغ» تغییرات در سیاست زبانی را نشان داد. بدین ترتیب برنامه‌ریزی‌ها برای ایجاد یک شبکه تلویزیونی عمومی آمازیغ‌زبان در سال ۲۰۰۶ آغاز شد. سرانجام دولت مراکش در سال ۲۰۱۰ تلویزیون آمازیغ را راه‌اندازی کرد. در ۲۹ ژوئیه ۲۰۱۱ نیز آمازیغ به عنوان زبان رسمی به قانون اساسی مراکش افزوده شد.

### الجزایر
الجزایر پس از کسب استقلال از فرانسه در سال ۱۹۶۲، متعهد به سیاست عربی‌سازی شد که پس از سال ۱۹۷۹ شامل آموزش عمومی، رسانه‌ها و سیستم قضایی می‌شد. این سیاست‌ها در حالی که به سمت حذف زبان فرانسوی به عنوان یک زبان رسمی هدایت می‌شد، منجر به نارضایتی و ناآرامی در میان گویشوران زبان‌های بربری شد که حدود یک چهارم جمعیت را تشکیل می‌دادند.
در سال ۲۰۰۲، یک سال پس از شورش‌هایی در مناطق قبایلی‌نشین، اعلام شد که آمازیغی می‌تواند به عنوان زبان ملی به قانون اساسی افزوده شود، گرچه وضعیت رسمی نمی‌یابد. سرانجام در ۸ آوریل ۲۰۰۳ این کار انجام شد.
آمازیغ از سال ۲۰۰۵ در سه سال اول مدارس راهنمایی الجزایر به مدت سه ساعت در هفته تدریس می‌شود.
در ۵ ژانویه ۲۰۱۶ اعلام شد که آمازیغ به عنوان زبان رسمی در پیش‌نویس اصلاحیه قانون اساسی الجزایر افزوده شده‌است. در ۷ فوریه ۲۰۱۶ آمازیغ به عنوان زبان رسمی در قانون اساسی درج شد.

### لیبی
گرچه شوراهای منطقه‌ای در کوه‌های نفوسه لیبی وابسته به شورای ملی انتقالی بنا بر گزارش‌ها از زبان بربری نفوسی استفاده می‌کنند و خواستار اعطای وضعیت رسمی مشترک با زبان عربی در قانون اساسی جدید آینده شده‌اند، وضعیت رسمی بربری در لیبی مانند مراکش و الجزایر نیست. از آنجایی که مناطقی از جنوب و غرب لیبی در جنوب و غرب طرابلس مانند کوه‌های نفوسه از کنترل نیروهای دولت قذافی در اوایل تابستان ۲۰۱۱ خارج شدند، کارگاه‌ها و نمایشگاه‌های بربری برای به اشتراک گذاشتن و گسترش فرهنگ و زبان بربری به وجود آمده‌اند.

### کشورهای دیگر
در مالی و نیجر چند مدرسه وجود دارد که تا حدی به زبان‌های طوارقی تدریس می‌کنند.

## واج‌شناسی

### هخوان‌ها
تأثیر زبان عربی، فرایند نرم‌شدگی و عدم وجود لبی‌شدگی باعث شده‌است که سامانه‌های همخوانی زبان‌های بربری به‌طور قابل توجهی بر اساس منطقه متفاوت باشند. زبان‌های بربری که در شمال صحرا و در نیمه شمالی صحرا یافت می‌شوند، تأثیر بیشتری از زبان عربی، از جمله واج‌های وامی، نسبت به زبان‌های مناطق جنوبی‌تر، مانند طوارقی دارند. بیشتر زبان‌های بربری در مناطق شمالی به‌علاوه دچار نرم‌شدگی شده‌اند که در آن توقف‌های کوتاه تاریخی به سایشی تبدیل شده‌اند.

### واکه‌ها
سامانه‌های واکه‌ای زبان‌های بربری نیز به‌طور گسترده‌ای متفاوت است که از سه واکه در بیشتر زبان‌های بربر شمالی تا هفت تا در برخی از زبان‌های بربری شرقی و طوارقی را شامل می‌شود. برای نمونه تشلحیت دارای مصوت‌های /i/, /a/ و /u/ است، در حالی که طوارقی دارای مصوت‌های /i/، / ə /، /u/, /e/، / ɐ /، /o/، و /a/ است.

## پراکندگی
| بربری غربی: آزناکبربری شمالی: زبان‌های اطلس زبان‌های زناتی زبان قبایلی | طوارقی: زبان طوارقیبربری شرقی: زبان سیوی |

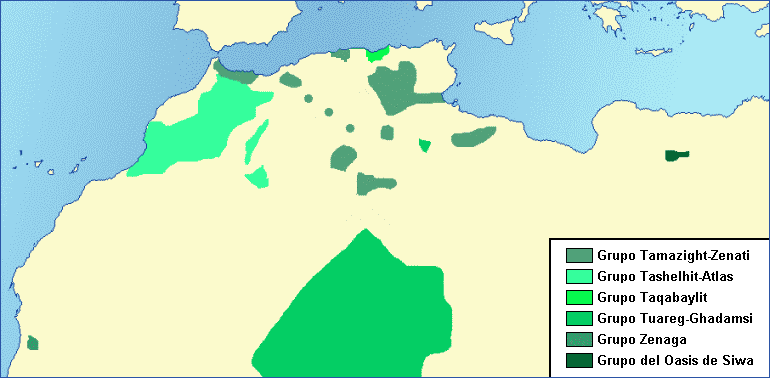
شاخه‌های بربری نوین:بربری غربی:بربری شمالی:
طوارقی:بربری شرقی:

به نظر می‌رسد تعداد کل گویشوران زبان‌های بربری در مغرب میان ۱۶ تا ۳۰ میلیون نفر باشد، بسته به اینکه کدام تخمین پذیرفته شود. عمده سخنوران بربری در مراکش و الجزایر متمرکز هستند. طوارقی‌ها در ساحل صحرا نیز حدود یک میلیون جمعیت دارند.

## دسته‌بندی
فهرست ساختن از سایر زبان‌های بربری به دلیل نزدیکی آن‌ها پیچیده‌است. همچنین تفاوت اندکی بین زبان و گویش وجود دارد. در هر حال به‌طور کلی زبان‌های بربری به گروه‌های زیر تقسیم می‌شوند:
- بربری شرقی (مورد بحث؛ شامل سیوی)
- بربری شمالی
  - زناتی (شامل تریفیت و شاوی)
  - قبایلی
  - اطلس (شامل تشلحیت و آمازیغ)
- طوارقی
- بربری غربی
  - آزناک
  - تتسرت

## تأثیر بر زبان‌های دیگر
زبان‌های بربری بر زبان‌های عربی مغربی مانند عربی مراکشی، الجزایری، لیبیایی و تونسی تأثیر گذاشته‌اند. تأثیر آن‌ها در برخی از زبان‌ها در غرب آفریقا مانند هوسه نیز دیده می‌شود.

## نمونه
جدول زیر اعداد ۱ تا ۱۰ در دو گویش تشلحیت و طوارقی مالی است:
| زبان   | جنس  | ۱    | ۲       | ۳       | ۴       | ۵        | ۶       | ۷       | ۸       | ۹        | ۱۰      |
| ------ | ---- | ---- | ------- | ------- | ------- | -------- | ------- | ------- | ------- | -------- | ------- |
| تشلحیت | مذکر | yan  | sin     | kraḍ    | kkuẓ    | smmus    | sḍis    | sa      | tam     | tẓa      | mraw    |
| تشلحیت | مونث | yat  | snat    | kraṭṭ   | kkuẓt   | smmust   | sḍist   | sat     | tamt    | tẓat     | mrawt   |
| طوارقی | مذکر | iyăn | əssin   | kăraḍ   | akkoẓ   | sămmos   | səḍis   | ăssa    | ăttam   | tăẓẓa    | măraw   |
| طوارقی | مونث | iyăt | sănatăt | kăraḍăt | ăkkoẓăt | sămmosăt | səḍisăt | ăssayăt | ăttamăt | tăẓẓayăt | mărawăt |